# Грин-Ривер (приток Огайо)
Грин-Ри́вер (англ. Green River) — река в центральной части штата Кентукки, США. Левый приток реки Огайо. Составляет 618 км в длину; площадь бассейна — около 25 400 км². Река была названа в честь Натаниэля Грина, американского генерала и участника войны за независимость США.
Грин-Ривер протекает через национальный парк Мамонтова пещера. Впадает в реку Огайо на высоте 104 м над уровнем моря. Основные притоки: Баррен, Ноулин, Понд и Руж. Река является важной транспортной артерии, особенно для угольной промышленности. В водах реки водятся около 150 видов рыб.